# Filip Kontak
Filip Kontak (* 2. März 1990 in Zagreb) ist ein kroatischer Skilangläufer und Biathlet.
Filip Kontak von SK Oroslavje lebt in Oroslavlje und war zunächst als Skilangläufer aktiv. 2005 bestritt er erste FIS-Rennen sowie Rennen in unterklassigen Serien wie dem Alpencup sowie in Juniorenrennen. Er nahm am European Youth Olympic Festival 2007 in Jaca sowie Nordischen Junioren-Skiweltmeisterschaften des Jahres in Tarvisio, 2008 in Malles und 2009 in Praz de Lys Sommand, jeweils ohne nennenswerte Erfolge, teil. Höhepunkt im Skilanglauf war die Teilnahme an den Nordischen Skiweltmeisterschaften 2009 in Liberec, bei denen Kontak im Freistilsprint antrat und als 93. die Finaldurchgänge verpasste. 2010 wechselte er zum Biathlonsport und trat seitdem kaum noch in Skilanglaufrennen an.
Im Biathlon gab Kontak sein Debüt 2012 in Ridnaun und wurde 119. eines Sprints. Es dauerte bis 2014, dass er in Martell als 79. eines Sprints erstmals eine zweistellige Platzierung im IBU-Cup erreichte. Erste internationale Meisterschaft waren die Biathlon-Europameisterschaften 2014 in Nové Město na Moravě, bei denen der Kroate 84. in Einzel und Sprint wurde.